# 戈氏短南乳魚
戈氏短南乳魚，為輻鰭魚綱胡瓜魚目南乳魚科的其中一種，分布於南美洲智利的淡水水域，體長可達5.5公分，棲息在中底層水域，生活習性不明。